# Staphylococcus epidermidis
Lo stafilococco della cute (Staphylococcus epidermidis) è un batterio gram positivo appartenente al genere degli stafilococchi tipicamente presente nella cute. Produce l'enzima catalasi ed è coagulasi-negativo; inoltre è fornito di un glicocalice che gli consente di aderire a numerose superfici  fra cui le protesi, i cateteri e la cute stessa. È quest'ultima caratteristica a renderlo un nemico temibile della chirurgia che usa questi strumenti i quali devono essere manipolati dopo aver effettuato un'accurata sterilizzazione della zona di intervento. Molto frequente la contaminazione delle protesi  d'anca dove spesso prolifera rendendo necessaria la rimozione del dispositivo contaminato. Presenta spesso resistenza agli antibiotici, quindi è necessario l'antibiogramma per instaurare la terapia adeguata. Si coltiva come gli altri stafilococchi nel terreno selettivo agar sale mannitolo e si può distinguere da altri generi con il test della catalasi (per esempio gli stafilococchi sono generalmente catalasi positivi, mentre gli streptococchi catalasi negativi), guardando l'emolisi o cercando la deossiribonucleasi termostabile che è tipica dello Staphylococcus aureus. Sono disponibili anche i kit per l'identificazione biochimica.

## Principali patologie
Endocarditi, nei portatori di lesioni valvolari, di cateteri intravenosi o in seguito a:
- interventi a cuore aperto.
- infezioni urinarie
- peritoniti, in seguito a dialisi peritoneale.